# Argilliers
Argilliers är en kommun i departementet Gard i regionen Occitanien i södra Frankrike. Kommunen ligger i kantonen Remoulins som tillhör arrondissementet Nîmes. År 2022 hade Argilliers 441 invånare.

## Befolkningsutveckling
Antalet invånare i kommunen Argilliers
Referens:INSEE